# Ivajlo Jordanov
Ivajlo Stoimenov Jordanov (in bulgaro Ивайло Стоименов Йорданов?; Samokov, 22 aprile 1968) è un ex calciatore bulgaro, di ruolo centrocampista.

## Palmarès

### Club
- Campionato portoghese: 1

Sporting Lisbona: 1999-2000
- Coppa del Portogallo: 1

Sporting Lisbona: 1994-1995
- Supercoppa di Portogallo: 2

Sporting Lisbona: 1995, 2000

### Individuale
- Capocannoniere del campionato bulgaro: 1

1990-1991 (20 reti)
- Capocannoniere della Coppa di Portogallo: 1

1994-1995 (4 gol)
- Calciatore bulgaro dell'anno: 1

1998